# Smittina unicus
Smittina unicus is een mosdiertjessoort uit de familie van de Smittinidae. De wetenschappelijke naam van de soort is voor het eerst geldig gepubliceerd in 2006 door Tilbrook.